# Tempo de tela

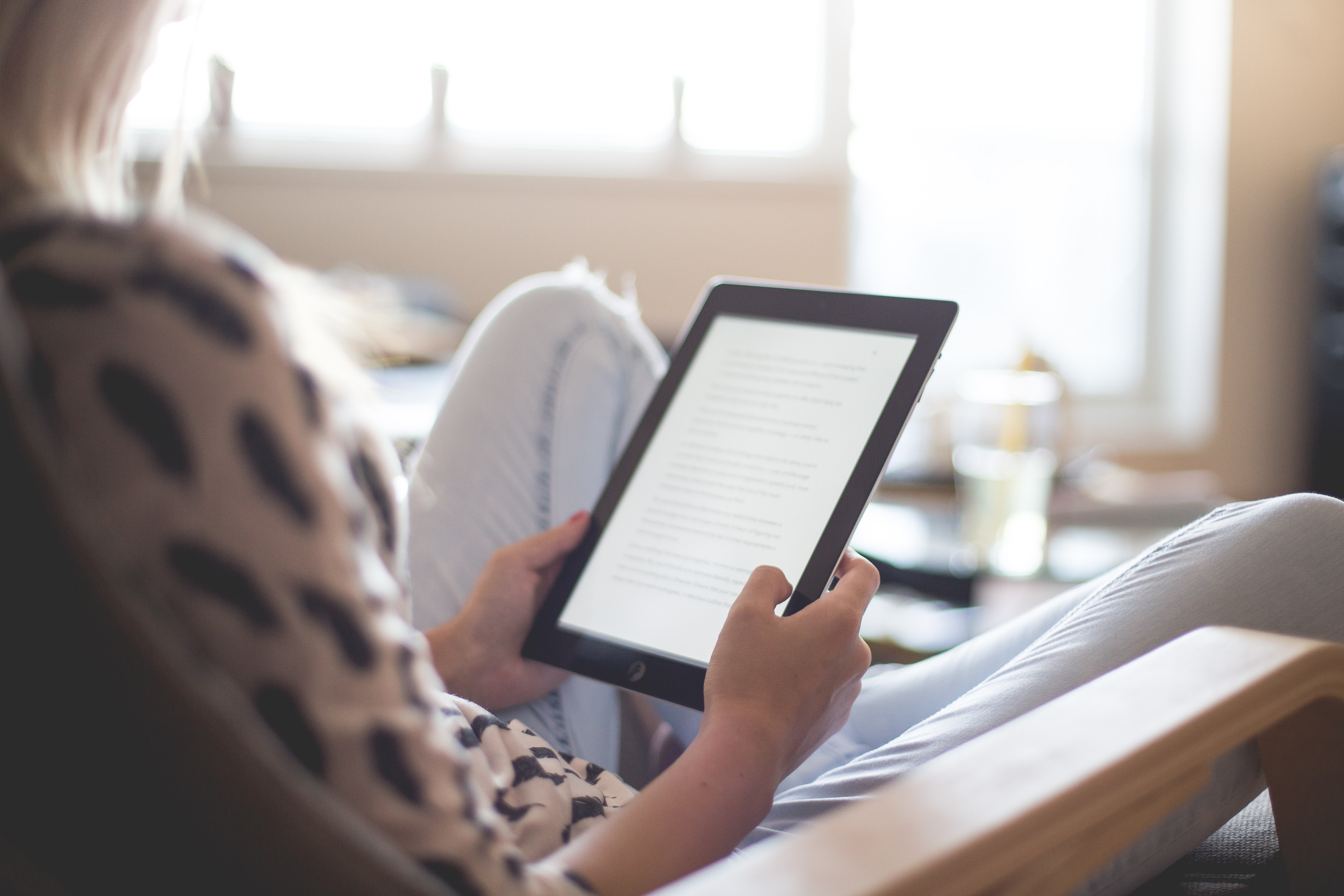
Uma pessoa lendo um Livro digital em um tablet Apple iPad

Tempo de tela é a quantidade de tempo gasto utilizando um dispositivo eletrônico com uma tela – como um smartphone, computador, televisão, Console de videogame ou tablet. O conceito é objeto de intensa pesquisa, estando relacionado a outros temas, como o Uso de mídias digitais e saúde mental. O tempo de tela está correlacionado com danos mentais e físicos no Desenvolvimento infantil. Os efeitos positivos ou negativos do tempo de tela na saúde de um indivíduo são influenciados pelos níveis e pelo conteúdo da exposição. Para prevenir excessos prejudiciais, alguns governos impuseram regulamentações sobre seu uso.

## História

### Estatísticas
A primeira tela eletrônica foi o tubo de raios catódicos (CRT), inventado em 1897 e comercializado em 1922. Os CRTs foram a escolha mais popular para telas até o surgimento dos telas de cristal líquido (LCDs) no início dos anos 2000. Atualmente, as telas são parte essencial do entretenimento, da publicidade e das tecnologias de informação.
Desde sua popularização em 2007, os smartphones tornaram-se onipresentes no cotidiano. Em 2023, 85% dos adultos americanos relataram possuir um smartphone. Uma pesquisa americana de 2016 constatou uma mediana de 3,7 minutos de uso de tela por hora, por cidadão. Todas as formas de telas são frequentemente utilizadas por crianças e adolescentes. Dados representativos dos Estados Unidos demonstram que a média diária de tempo de tela aumenta com a idade. A televisão e os videogames foram, outrora, os maiores contribuintes para o tempo de tela das crianças, mas a última década registrou uma mudança em direção aos smartphones e tablets. Especificamente, uma pesquisa representativa nacional de 2011 com pais americanos de crianças de 0 a 8 anos sugere que a TV representava 51% do tempo diário total de tela das crianças, enquanto os dispositivos móveis representavam apenas 4%. Contudo, em 2017, a participação da TV caiu para 42% do tempo diário total de tela das crianças, enquanto os dispositivos móveis saltaram para 35%.
| Faixa etária (em anos) | Média diária de tempo de tela | Ano de coleta dos dados |
| ---------------------- | ----------------------------- | ----------------------- |
| Menor de 2             | 42 minutos por semana         | 2017                    |
| 2–4                    | 2 horas por semana            | 2017                    |
| 5–8                    | 2 horas por semana            | 2017                    |
| 8–12                   | 7 horas por dia               | 2019                    |
| 13–18                  | 8 horas por dia               | 2019                    |

#### Raça, classe socioeconômica e tempo de tela
Pesquisas demonstraram que raça e classe socioeconômica estão associadas ao tempo total de tela. Demografias mais jovens e indivíduos que se autodeclararam negros e "Outros" apresentaram uso de tela acima da média. Ademais, americanos negros e latinos apresentavam tempos de tela maiores devido ao menor acesso a Computador de mesas, o que os direcionava a utilizar mais os telefones. Em crianças, a disparidade é ainda mais acentuada. Em média, em 2011, crianças brancas passaram 8,5 horas por dia com mídias digitais, enquanto crianças negras e latinas passaram cerca de 13 horas por dia em telas. Crianças negras e latinas também têm maior probabilidade de possuir televisores em seus quartos, o que contribui para o aumento do tempo de tela.
A discrepância na quantidade de tempo de tela também pode ser atribuída a diferenças de renda. Em escolas particulares mais abastadas, há um impulso maior para retirar as telas da educação, a fim de limitar os impactos negativos associados ao seu uso. Entretanto, em escolas públicas, há um incentivo maior ao uso de tecnologia, com algumas instituições divulgando iPads e laptops gratuitos para os alunos. Ademais, famílias abastadas conseguem pagar babás e atividades extracurriculares que limitam a necessidade de entretenimento por meio das telas.

### Efeitos da pandemia de COVID-19
A Pandemia de COVID-19 em 2020 aumentou o tempo de tela, à medida que as pessoas permaneciam em ambientes fechados, intensificando as preocupações quanto aos efeitos do uso excessivo de telas. Especialistas recomendaram a limitação do tempo de tela e a adoção de um estilo de vida mais ativo.

## Efeitos na saúde física

### Sono
Mais tempo de tela tem sido associado a uma menor duração do sono, diminuição da eficiência do sono e maior atraso na latência do sono. Ao utilizar qualquer tela antes de dormir, a luz azul emitida perturba a produção natural do hormônio Melatonina pelo organismo. A melatonina é produzida pela glândula pineal e controla o relógio biológico do corpo. Esse relógio, denominado ritmo circadiano, responde naturalmente à luz. Os níveis de melatonina aumentam com o pôr do sol e permanecem elevados pelo restante da noite. Com o nascer do sol, os níveis de Melatonina começam a diminuir. Essa redução hormonal auxilia o ritmo natural do corpo a despertar com os raios de luz natural. A luz emitida pelas telas situa-se em um espectro semelhante ao da luz solar, sendo que a emissão de luz azul é a qual os ritmos circadianos humanos mais detectam. Estudos demonstraram que os comprimentos de onda azuis estão intimamente correlacionados com os da luz solar, o que auxilia o corpo a se sincronizar com o nascer e o pôr do sol. Portanto, o uso de telas antes de dormir perturba a produção natural de hormônios do sono, podendo enganar o cérebro a acreditar que ainda é dia e dificultar o adormecimento.

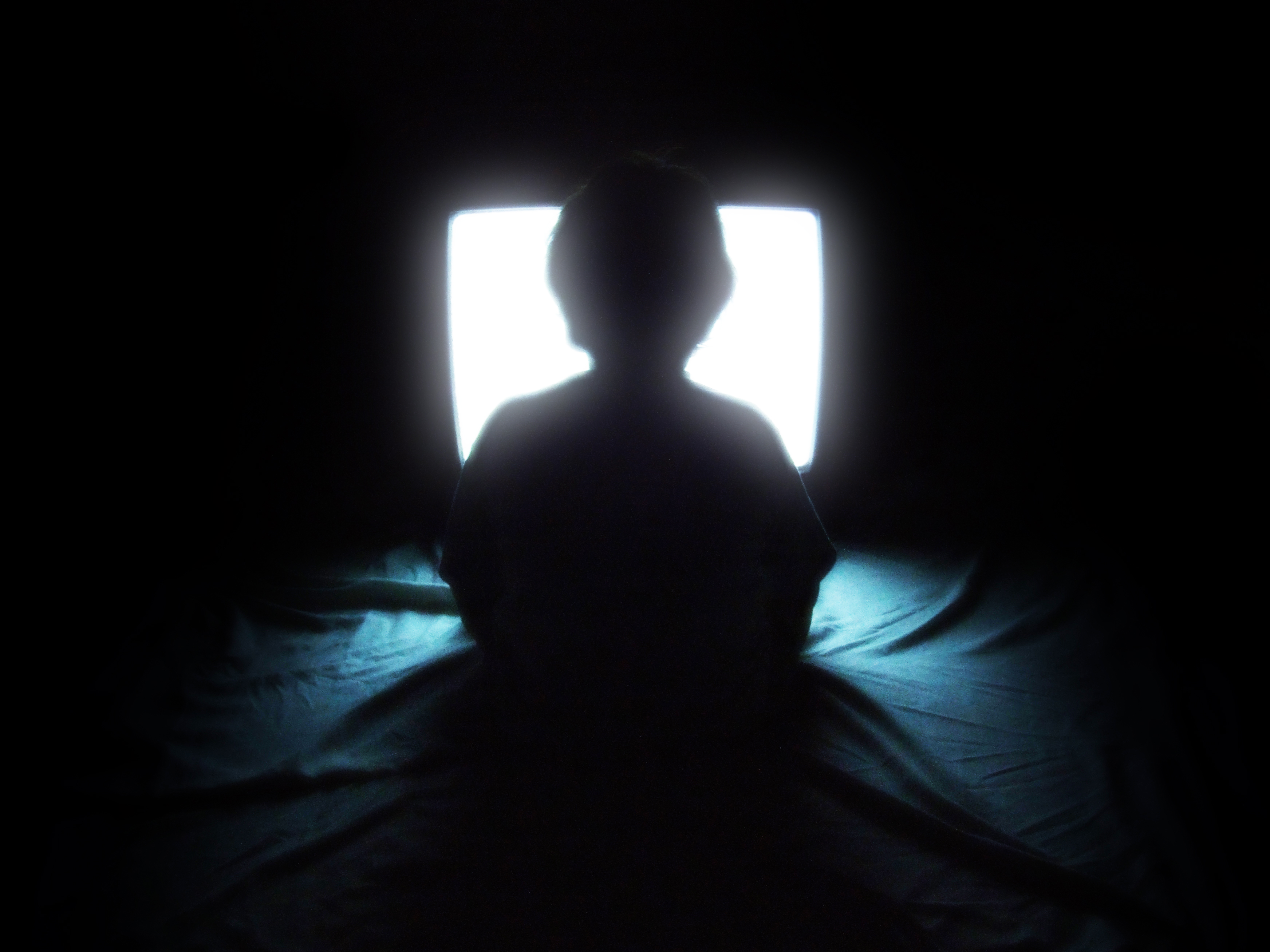
Uma criança assistindo televisão à noite

O aumento do uso de telas em crianças também demonstrou associação com efeitos adversos na qualidade do sono infantil. Uma revisão de 2010 concluiu que "o uso de mídia eletrônica por crianças e adolescentes de fato tem um impacto negativo no sono, embora os efeitos precisos e os mecanismos permaneçam incertos", sendo os resultados mais consistentes a associação do uso excessivo de mídia com menor duração do sono e horários de dormir adiados. Uma meta-análise de 2016 constatou que "o acesso e o uso de dispositivos de mídia na hora de dormir foram significativamente associados à quantidade inadequada de sono; à má qualidade do sono; e à sonolência diurna excessiva". Essa relação deve-se, em grande parte, ao fato de que o tempo de tela em crianças ocorre predominantemente à noite, ocasionando tanto atrasos no horário de dormir quanto a interferência da luz azul na qualidade do sono.
O uso noturno de telas é comum entre americanos de 12 a 18 anos: uma pesquisa representativa nacional de 2018 constatou que 70% utilizam seus dispositivos móveis dentro de 30 minutos antes de dormir. Dados sugerem que aqueles que passam mais tempo em suas telas têm maior probabilidade de acordar durante a noite devido a notificações ou experimentar sono interrompido. Em uma série de pesquisas representativas nacionais, 36% dos americanos de 12 a 18 anos e 35% dos adolescentes mexicanos de 13 a 18 anos acordaram durante a noite para verificar seus dispositivos móveis. Para crianças e adolescentes americanos, 54% fizeram isso por receber uma notificação e 51% devido ao desejo de conferir as redes sociais. Conteúdos que despertam emoções têm sido associados a atrasos no início do sono.
Muitos aplicativos prometem melhorar o sono filtrando a luz azul produzida pelos dispositivos, embora não haja grandes estudos que comprovem sua eficácia. Alguns usuários manifestam insatisfação com a tonalidade alaranjada resultante das telas. Outras pessoas recorrem a óculos bloqueadores de luz azul, visando impedir a entrada dessa luz, seja oriunda de mídias eletrônicas ou de outras fontes artificiais. A Academia Americana de Pediatria recomenda que o tempo de tela para crianças seja limitado por diversos motivos, entre eles o fato de que "o excesso de tempo de tela também pode prejudicar a quantidade e a qualidade do sono".

### Efeitos na saúde física
Além de impactar negativamente o ciclo do sono em adultos, o uso de telas também pode afetar a saúde física. A obesidade é um resultado comum do tempo excessivo dedicado a telas, como televisores, videogames, smartphones ou monitores de computador. Estudos demonstraram que, se o tempo de tela dos adolescentes for limitado, a probabilidade de obesidade pode ser reduzida. Entretanto, as associações entre tempo de tela discricionário e resultados adversos à saúde foram mais fortes entre indivíduos com baixa força de preensão, aptidão física e atividade física, e significativamente atenuadas naqueles com os níveis mais elevados desses parâmetros.
Esse comportamento sedentário deve-se, em grande parte, à natureza das atividades eletrônicas. Sentar-se para assistir televisão, jogar videogames ou navegar na Internet retira tempo das atividades físicas, aumentando o risco de ganho de peso. Verificou-se que crianças (do jardim de infância e das primeiras séries) que assistem 1–2 horas de televisão por dia têm maior probabilidade de apresentar sobrepeso ou obesidade do que aquelas que assistem menos de uma hora diária. Ademais, um estudo revelou que o aumento do uso de videogames e outras formas de consumo midiático resultou em maior incidência de dores nas costas entre adolescentes noruegueses.
Foi relatado que o tempo de tela afeta negativamente a saúde das crianças independentemente de sua atividade física e hábitos alimentares. Uma possível explicação para a ligação entre a TV e a obesidade é o elevado número de comerciais de alimentos açucarados e não saudáveis. Essa publicidade pode influenciar o que é adquirido e consumido em uma residência. Em um estudo, crianças assistindo a desenhos animados com e sem comerciais de alimentos, quando expostas aos anúncios, consumiram 45% mais lanches não saudáveis do que aquelas que assistiram aos desenhos sem os comerciais.

## Efeitos na saúde mental
Como discutido anteriormente, o sono e o tempo de tela impactam-se mutuamente, podendo influenciar o comportamento. A privação de sono, por exemplo, pode afetar o comportamento e o desempenho ao longo do dia. Altos níveis de tempo de tela também podem afetar significativamente a saúde mental, embora alguns questionem esses achados.
O uso excessivo de telas está associado a diversos efeitos na saúde mental em crianças. Uma revisão sistemática realizada por Santos et al. apontou que o uso de redes sociais estava ligado a sintomas depressivos, sobretudo entre meninas, e que o tempo de tela recreativo estava associado a efeitos psicológicos negativos em crianças e adolescentes.
Com o aumento do uso de telas, os adultos passaram a dedicar cada vez mais atenção às telas, em detrimento de seus filhos. Esse tempo gasto em atividades sedentárias diante de uma tela tem sido associado a efeitos na saúde mental, como ansiedade e depressão. Adultos que passam seis horas ou mais em frente a uma tela têm maior probabilidade de sofrer de depressão moderada a grave. Esse aumento no uso de telas está diretamente correlacionado a uma maior chance de depressão em adultos. Ademais, a falta de sono desempenha um papel crucial na manutenção de um estado mental saudável, e, sem descanso adequado, a saúde mental pode se deteriorar mais rapidamente.

### Desenvolvimento cerebral
Um aumento no tempo de tela tem sido associado a desfechos cognitivos negativos em crianças entre 0 e 4 anos. Um estudo com crianças coreanas de 24 a 30 meses constatou que aquelas com 3 horas diárias de TV eram três vezes mais propensas a apresentar atraso na linguagem. Além disso, crianças com maior tempo de TV obtiveram pontuações inferiores em testes de preparo escolar, que avaliavam vocabulário, conhecimento numérico e engajamento em sala de aula. Os mesmos desfechos não se observam em crianças com mais de 4 anos. Crianças que assistiam mais TV apresentavam menor conectividade cerebral entre as regiões responsáveis pela linguagem, visão e controle cognitivo, em comparação com aquelas que assistiam menos.
Um estudo em andamento divulgado pelos Institutos Nacionais de Saúde concluiu que pré-adolescentes que passavam mais de 7 horas diárias em telas e crianças que passavam menos de 7 horas apresentavam desenvolvimento do córtex cerebral notoriamente distinto. Essa porção do cérebro normalmente se afina com o amadurecimento, mas uma redução acelerada pode estar potencialmente ligada ao tempo gasto em telas.
A Academia Americana de Pediatria recomenda que crianças de 3 a 5 anos tenham um tempo de tela não superior a 1 hora diária. De acordo com um estudo publicado em novembro de 2019, crianças com maior tempo de tela apresentam desenvolvimento cerebral mais lento, prejudicando "habilidades como imaginação, controle mental e autorregulação". Os pesquisadores afirmam: "Isso é importante porque o cérebro se desenvolve mais rapidamente nos primeiros cinco anos", "É nessa fase que os cérebros são muito plásticos e absorvem tudo, formando conexões fortes que perduram por toda a vida." Eles também ressaltaram que as telas transformaram a infância de forma abrupta. A exposição excessiva ainda prejudica habilidades de alfabetização, cognição e linguagem.

### Impacto comportamental
O uso de telas tem sido associado a uma série de efeitos comportamentais, especialmente em crianças. O principal efeito é o aumento da atividade sedentária. Aproximadamente 47% das crianças americanas passam 2 ou mais horas por dia em atividades sedentárias baseadas em telas. Pesquisas indicam que crianças com altos níveis de tempo de tela apresentam atraso no desenvolvimento da substância branca, menor capacidade de nomear objetos rapidamente e habilidades de alfabetização inferiores. Comprovou-se que há uma relação negativa entre o aumento do tempo de tela e problemas comportamentais em crianças pequenas. Em crianças em idade pré-escolar (entre 0 e 5 anos) que passam mais de quatro horas diárias em telas, observou-se que há 1,76 vezes mais chances de apresentarem problemas comportamentais e de conduta. Isso contrasta com os 25,5% que relataram pelo menos 20 minutos de atividade física diária durante uma semana. Ademais, a probabilidade de uma criança participar de atividades físicas diminui com o aumento do uso de telas.
O uso de telas pode também afetar as habilidades interpessoais. Pesquisadores da UCLA constataram que alunos da sexta série que passaram cinco dias sem utilizar telas demonstraram ser significativamente melhores na leitura de emoções humanas do que aqueles com uso médio de telas. Em um estudo realizado por Muppalla et al., o uso excessivo de telas em adolescentes está associado à liberação de dopamina – neurotransmissor que atua como sistema de recompensa no cérebro –, o que pode levar ao desenvolvimento de déficits de atenção, como o TDAH, e a tendências adictivas. Em uma revisão de literatura realizada por Anderson et al. (2017), constatou-se que crianças com exposição intensa a mídias particularmente violentas estão em risco de desenvolver comportamentos agressivos e de se dessensibilizar à violência. Os pesquisadores revisaram estudos longitudinais, meta-análises, estudos experimentais e transversais dos últimos 60 anos, com foco na violência em videogames.

### Desenvolvimento da linguagem
Crianças que passam mais tempo em telas têm menos oportunidades de interagir com adultos e cuidadores, o que reduz o desenvolvimento da linguagem. As habilidades linguísticas são essenciais no desenvolvimento infantil, e a interação humana é a melhor forma de adquiri-las. Quando as crianças passam a maior parte do tempo utilizando tablets e telas, há menos chances para interagirem com adultos, como seus pais, e, assim, expandirem seu vocabulário. Estudos demonstraram que crianças em idade pré-escolar expostas a longos períodos de tempo de tela têm desenvolvimento linguístico prejudicado; aquelas que passam 2 ou mais horas em telas, tablets ou televisores tendem a apresentar vocabulário limitado e atrasos no início da fala. No Journal of Psychiatric Research, um estudo demonstrou que, entre 28.484 crianças em idade pré-escolar, aquelas com duas ou mais horas diárias de tempo de tela tinham de 1,54 a 2,38 vezes mais chances de apresentar um distúrbio de fala e 1,96 vezes mais probabilidade de ter algum tipo de deficiência de aprendizagem do que as que usavam telas por uma hora ou menos por dia.

### Desempenho acadêmico
O desempenho acadêmico pode ser beneficiado pelo tempo de tela, dependendo da duração e do conteúdo da exposição. Crianças a partir dos 18 meses podem ser expostas a programas de alta qualidade, como Vila Sésamo ou PBS, que oferecem televisão educativa. O conteúdo adequado pode ser benéfico, mas o uso excessivo de telas distrai os estudantes dos estudos. É importante que os pais estabeleçam um limite para o tempo de tela dos filhos. Limitar e monitorar o uso de telas pode favorecer o desenvolvimento cognitivo, embora sejam necessárias mais pesquisas para compreender como o tempo de tela afeta positivamente o desempenho acadêmico. Por outro lado, o aumento do uso de telas tem sido associado ao não cumprimento de tarefas escolares, sendo que estudantes que usam telas por mais de duas horas diárias têm o dobro de probabilidade de não entregar os deveres regularmente.

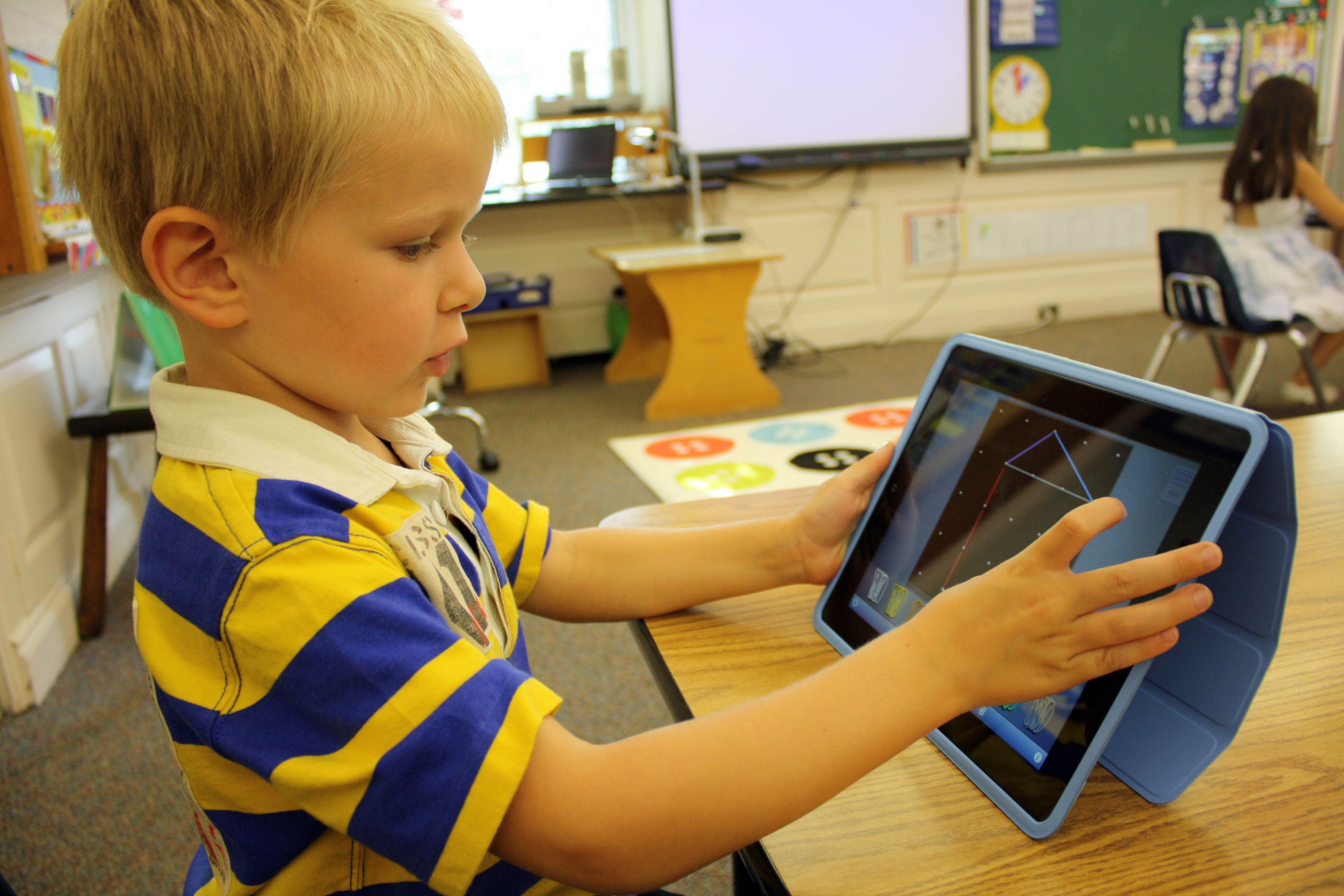
Uma criança utilizando um tablet

Pesquisas demonstram que crianças que carecem de orientação materna tendem a usar telas em excesso e a enfrentar dificuldades acadêmicas. Aquelas com maior interferência materna em suas atividades online apresentam um uso de tela mais controlado e tendem a consumir mais conteúdo educativo quando conectadas, em comparação com seus pares que possuem menor controle parental. O conteúdo educativo consumido durante o uso digital está positivamente associado ao desempenho acadêmico, enquanto o consumo exclusivo de mídia violenta ou videogames de lazer nas noites escolares está relacionado a um desempenho inferior, refletido em médias mais baixas e dificuldade de adaptação ao ambiente escolar. A dificuldade de adaptação a essas situações impacta negativamente o desempenho escolar.

## Efeitos ambientais
Mais tempo de tela geralmente resulta em menos tempo passado na natureza e, consequentemente, em uma conexão mais fraca com ela. Estudos indicam que as atividades inspiradas na natureza diminuem entre os jovens de países financeiramente estáveis, enquanto os problemas de saúde mental aumentam, sugerindo uma ligação com níveis elevados de tempo de tela. Contudo, quanto maior o tempo dedicado a atividades ao ar livre, melhores os resultados na saúde mental entre adolescentes.
As tecnologias digitais foram responsáveis por aproximadamente 4% das Emissões de gases de efeito estufa mundiais em 2019, e esse número pode dobrar até 2025. Para comparação, as indústrias de celulose e impressão juntas emitiram cerca de 1% em 2010 e cerca de 0,9% em 2012.

## Limitações ao tempo de tela

### Adultos
Não há consenso sobre a quantidade segura de tempo de tela para adultos. Muitos passam até 11 horas diárias em frente a uma tela, especialmente em empregos que exigem essa visualização constante, o que contribui para um uso elevado. Para aqueles obrigados a usar telas como parte do trabalho, reduzir o tempo de tela para menos de duas horas pode ser inviável, mas recomenda-se adotar medidas para mitigar os efeitos negativos à saúde, como interromper períodos contínuos com alongamentos, manter boa postura e focar em um objeto distante por 20 segundos intermitentemente.
Além disso, para minimizar os efeitos comportamentais, recomenda-se que os adultos evitem comer em frente à tela – a fim de prevenir a formação de hábitos indesejados – e monitorem seu uso diário. Especialistas sugerem ainda que se analise o tempo de tela diário, substituindo parte do uso desnecessário por atividade física ou eventos sociais.

### Crianças
Em 2019, a Organização Mundial da Saúde divulgou diretrizes sobre o uso de mídia para crianças menores de 5 anos:
- Do nascimento até 1 ano: Sem tempo de tela sedentário
- De 2 a 4 anos: Não mais que 60 minutos de tempo de tela sedentário

Diretrizes mais abrangentes foram propostas pela Academia Americana de Pediatria (AAP) em 2016 para crianças de até 5 anos, abordando não só o tempo de tela, mas também a qualidade do conteúdo e a forma como os pais utilizam as telas com seus filhos. Os limites são os seguintes:
- Do nascimento até 18–24 meses: Sem tempo de tela (com exceção de videochamadas)
- De 18 a 24 meses: Limitar o tempo de tela ao máximo possível
- De 2 a 5 anos: Limitar o tempo de tela a cerca de uma hora por dia

Além dessas diretrizes, a AAP recomenda que, quando o tempo de tela ocorrer, o conteúdo seja de alta qualidade, educativo, com ritmo mais lento e livre de violência. Os cuidadores devem evitar oferecer aplicativos com conteúdo excessivamente distrativo. Recomenda-se também que as famílias utilizem a mídia em conjunto com a criança, de forma a explicar o conteúdo e sua relevância para a vida cotidiana. Sugere-se desligar os dispositivos (incluindo televisores) quando não estiverem em uso ativo e manter os quartos como zonas livres de telas. Adicionalmente, as telas devem ser guardadas pelo menos 1 hora antes de dormir.
Para crianças de 5 a 18 anos, a AAP publicou recomendações em 2016 que enfatizam menos a quantidade de tempo e mais a forma de uso da mídia. Recomenda-se que crianças e adolescentes mantenham os dispositivos (incluindo televisores) fora dos quartos durante a hora de dormir e que as telas sejam desligadas pelo menos 1 hora antes de dormir. Os cuidadores devem desencorajar o uso de telas para entretenimento durante os estudos e elaborar um "Plano de Uso Familiar" que esteja alinhado com as necessidades, valores e objetivos da família, estabelecendo diretrizes e limites consistentes e definindo horários e áreas livres de telas na residência.